# 500 Millas Argentinas
Las 500 Millas Argentinas o 500 Millas de Rafaela fue una carrera de automovilismo de velocidad para monoplazas realizada desde 1926 hasta 1975 en Rafaela, Provincia de Santa Fe, Argentina. La organizaba el Club Atlético Rafaela, que ya había organizado carreras más cortas desde 1919, y se caracterizaba por sus altas velocidades y sus generosos premios.
El reglamento técnico de las 500 Millas de Rafaela se extendió al resto del país bajo la denominación Fuerza Libre. En las décadas de 1940 y 1950, numerosos participantes compraban automóviles al finalizar las temporadas veraniegas de Fórmula 1 internacional, y les instalaban motores Chevrolet o Ford para competir en Rafaela. En 1962 la carrera se incorporó al calendario de la Fórmula 1 Mecánica Argentina.
Las primeras ediciones se realizaron en un circuito semipermanente de tierra, con un diseño rectangular de cuatro curvas de 90 grados, cuya extensión fue reduciéndose a lo largo de los años. En 1954 pasó a realizarse en el Autódromo de Rafaela, un óvalo peraltado también de tierra, que fue asfaltado para la edición 1966.
La última edición de las 500 Millas se realizó en 1975. En los años siguientes se mantuvo dicha denominación para carreras de menor duración.
Solamente tres pilotos lograron múltiples victorias: Ramón Requejo y Jorge Cupeiro con tres triunfos cada uno, y José Froilán González con dos.

## Trazados
Semipermanente de tierra
- 1926
  - Carrera original (6 de junio): 37,9 km
  - Carrera completada (29 de junio): 24,2 km
- 1927-1929: 16,5 km
- 1930 y 1935: 13,9 km
- 1936: 11,2 km
- 1937-1940: 11,8 km
- 1947-1951: 8.746 metros

Óvalo
- 1954-1964: 4.662,60 metros, de tierra
- 1966-1967: 4.624,46 metros, asfaltado, antihorario.
- 1968-1969: 4.624,46 metros, asfaltado, horario.
- 1970-1975: 4.624,46 metros, asfaltado, antihorario.

## Ganadores
| Año       | Fecha            | Piloto                    | Automóvil           | Velocidad promedio (km/h) |
| --------- | ---------------- | ------------------------- | ------------------- | ------------------------- |
| 1926      | 29 de junio      | Raúl Riganti              | Hudson              | 126,9                     |
| 1927      | 22 de mayo       | Juan A. Malcom            | Delage              | 146,9                     |
| 1928      | 27 de mayo       | Eric Forrest Greene       | Bugatti             | 141,1                     |
| 1929      | 2 de junio       | Domingo Bucci             | Hudson              | 145,7                     |
| 1930      | 14 de septiembre | Gaetano D'Amico           | Gardner             | 117,3                     |
| 1931-1934 | No se disputó    | No se disputó             | No se disputó       |                           |
| 1935      | 7 de septiembre  | Carlos Zatuszek           | Mercedes-Benz       | 140,5                     |
| 1936      | 12 de septiembre | Ernesto H. Blanco         | R.E.O.              | 156,2                     |
| 1937      | 10 de septiembre | Carlos Zatuszek           | Mercedes-Benz       | 159,0                     |
| 1938      | 11 de septiembre | Luis E. Brosutti          | Mercedes-Benz       | 164,9                     |
| 1939      | 10 de septiembre | Eleuterio Donzino         | Cadillac            | 141,5                     |
| 1940      | 12 de septiembre | Ernesto H. Blanco         | R.E.O.              | 167,8                     |
| 1941-1946 | No se disputó    | No se disputó             | No se disputó       |                           |
| 1947      | 7 de septiembre  | Pablo Gulle               | Bugatti Ford        | 153,0                     |
| 1948      | 19 de septiembre | Luis E. Brosutti          | Mercedes-Benz       | 161,5                     |
| 1949      | 23 de octubre    | José Fanto                | Mercedes-Benz       | 152,7                     |
| 1950      | 24 de diciembre  | Juan Manuel Fangio        | Talbot-Lago         | 177,1                     |
| 1951      | 15 de agosto     | José Fanto                | Mercedes-Benz       | 156,2                     |
| 1952-1953 | No se disputó    | No se disputó             | No se disputó       |                           |
| 1954      | 23 de mayo       | Roberto Bonomi            | Ferrari             | 152,8                     |
| 1955      | 29 de mayo       | Alberto Rodríguez Larreta | Ferrari             | 159,8                     |
| 1956      | 17 de mayo       | Carlos Najurieta          | Ferrari             | 168,8                     |
| 1957      | 12 de mayo       | Ramón Requejo             | Chevrolet Wayne     | 155,6                     |
| 1958      | 14 de septiembre | José Froilán González     | Ferrari Corvette    | 164,1                     |
| 1959      | 6 de septiembre  | José Froilán González     | Ferrari Corvette    | 170,2                     |
| 1960      | 21 de noviembre  | Ramón Requejo             | Requejo Corvette    | 161,1                     |
| 1961      | 15 de octubre    | Hugo Galaverna            | Chevrolet           | 165,5                     |
| 1962      | 2 de septiembre  | Ramón Requejo             | Requejo Chevrolet   | 162,3                     |
| 1963      | 8 de septiembre  | Vicente Cipollatti        | Pián Chevrolet      | 171,8                     |
| 1964      | 6 de septiembre  | Domingo di Santo          | Pián Chevrolet      | 153,6                     |
| 1965      | No se disputó    | No se disputó             | No se disputó       |                           |
| 1966      | 4 de septiembre  | Jorge Cupeiro             | Maserati Chevrolet  | 188,5                     |
| 1967      | 10 de septiembre | Héctor Gradassi           | Destéfano Tornado   | 196,3                     |
| 1968      | 25 de agosto     | Carlos Pairetti           | Destéfano Chevrolet | 217,2                     |
| 1969      | 7 de septiembre  | Jorge Ternengo            | Bravi Tornado       | 212,3                     |
| 1970      | 6 de septiembre  | Jorge Cupeiro             | Trueno Chevrolet    | 215,7                     |
| 1971      | 5 de septiembre  | Jorge Cupeiro             | Trueno Chevrolet    | 214,6                     |
| 1972      | 7 de mayo        | Ángel Monguzzi            | Pianetto Dodge      | 215,5                     |
| 1973      | 6 de mayo        | Néstor García Veiga       | Berta Torino        | 217,2                     |
| 1974      | 5 de mayo        | Víctor Hugo Plá           | Berta Tornado       | 213,1                     |
| 1975      | 16 de noviembre  | Luis Rubén di Palma       | Berta Torino        | 214,6                     |

## Fallecidos
A lo largo de la historia ocurrieron numerosos accidentes fatales, entre ellos:
- 1927: Jorge Cáceres (carrera).
- 1930: 4 espectadores debido a un despiste de Alberto Fontana (carrera).
- 1936: Ricardo Jolly y Lardo Jurevich (entrenamientos).
- 1938: Manuel Manrique (carrera).
- 1947: Hipólito Bolcatto (carrera).
- 1949: Adolfo Scandroglio (entrenamientos), Ítalo Bizio y 10 espectadores del despiste (carrera).
- 1951: Rudy Ayala (clasificación).
- 1967: José Manabella y 5 espectadores del despiste (carrera), 1 espectador atropellado por Francisco Peral (carrera).

## Premios
- 1936: M$N 19.500 en premios, M$N 8.000 al ganador.
- 1966: M$N 1,5 millones al ganador.
- 1967: M$N 4,5 millones en premios, M$N 1,5 millones al ganador, M$N 70 mil a la pole position
- 1969: M$N 10 millones en premios, 1,75 millones al ganador.
- 1970: 15.000 Pesos Ley al ganador.
- 1971: 83.850 Pesos Ley en premios, 17.500 Pesos Ley al ganador, 2.000 Pesos Ley a la pole position.

Nota: 1 peso ley 18.188 equivale a 100 Pesos Moneda Nacional.